# 용성중학교 (경북)
용성중학교(龍城中學校)는 대한민국 경상북도 경산시 용성면 당리리에 있는 공립 중학교이다.

## 학교 연혁
- 1960년 2월 18일 : 자인중학교 용성분교장 인가
- 1969년 11월 27일 : 용성중학교 인가(3학급)
- 2008년 9월 25일 : 강당 리모델링 및 방송시설 현대화
- 2010년 3월 12일 : 창의·인성 도지정 시범학교 운영
- 2011년 8월 1일 : 미술실 구축
- 2013년 9월 1일 : 기술가정실 리모델링
- 2022년 9월 1일 : 제26대 이명자 교장 취임
- 2024년 1월 8일 : 제54회 졸업식(19명) 졸업생 총계 5,022명
- 2024년 3월 4일 : 2024학년도 입학식(10명)

## 참고 자료
- 용성중학교 - 한국교육학술정보원 학교알리미